# Kapelle St. Rochus (Subotica)

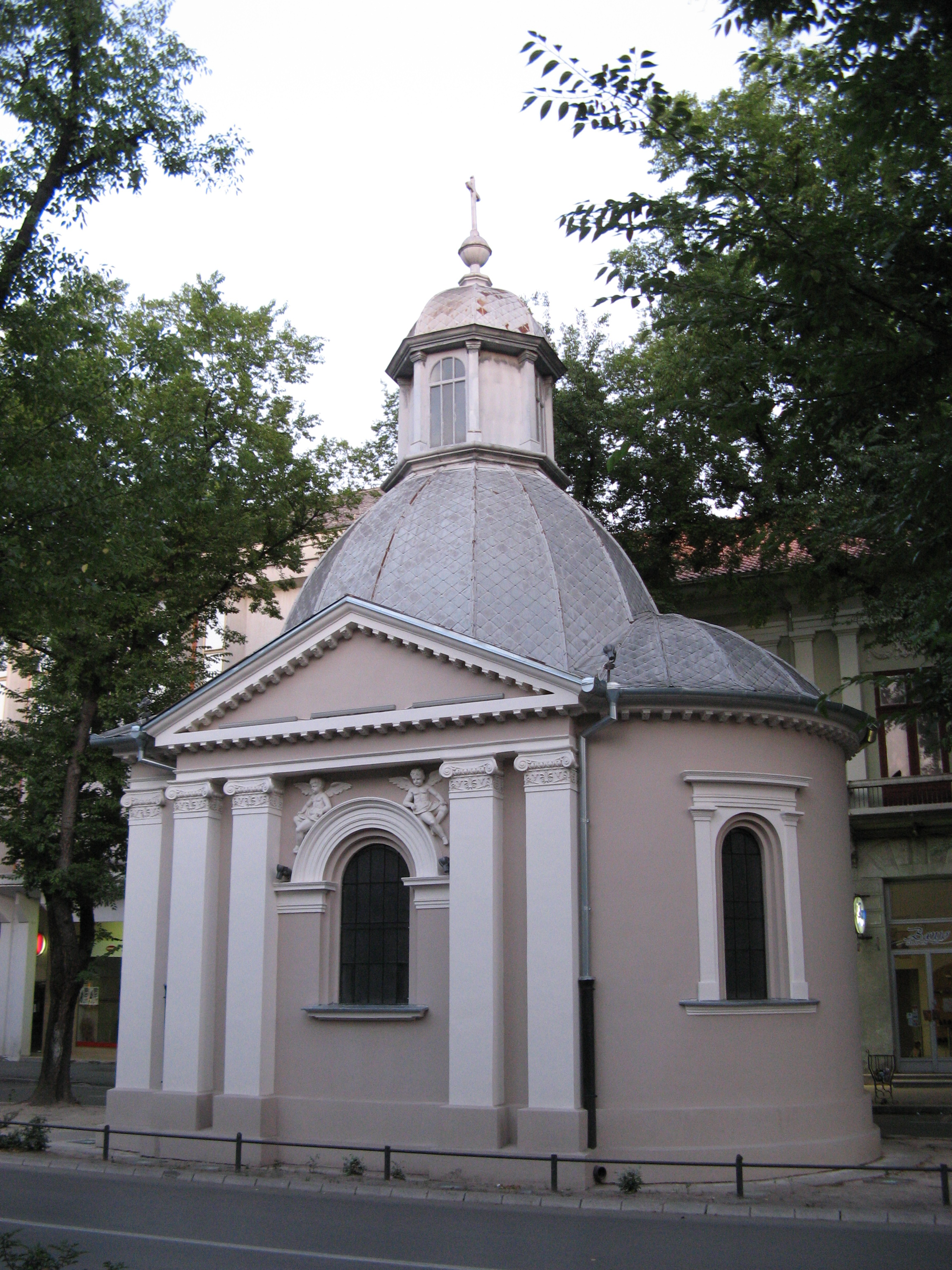
Die Kapelle St. Rochus

Die Kapelle St. Rochus (serbisch: Капела Светог Рока/Kapela Svetog Roka) ist eine römisch-katholische Kapelle im Zentrum der Nordserbischen Großstadt Subotica.
Die 1874 oder 1884 erbaute Kapelle gehört zur Pfarrei Stari Grad (Altstadt) des Dekanats Subotica im römisch-katholischen Bistum Subotica und ist zu Ehren des heiligen Rochus, dem Schutzpatron der Pestkranken geweiht. 
Die Kapelle St. Rochus steht als bedeutendes städtisches Kulturdenkmal unter dem Schutz des Staates Serbien.

## Lage

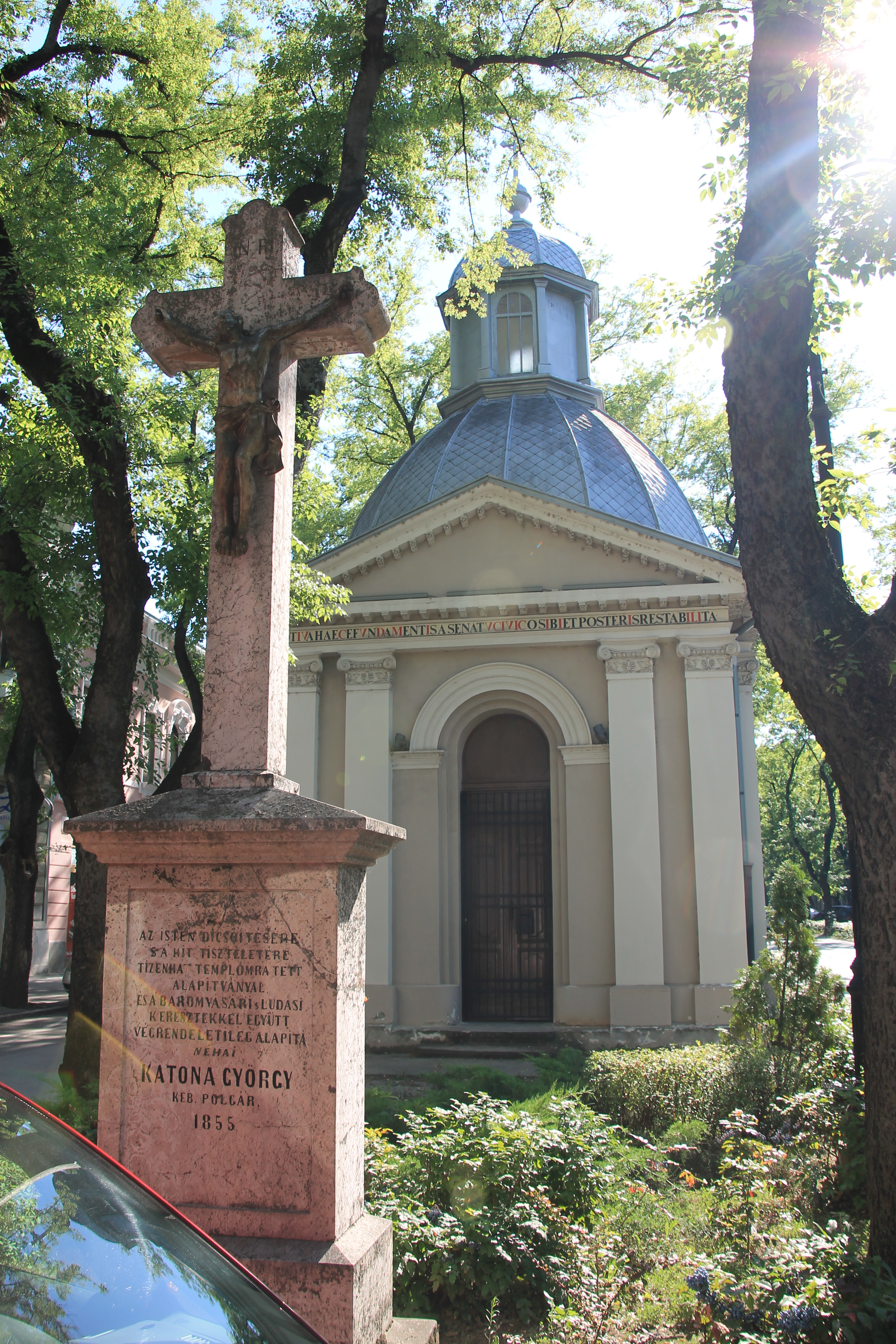
Die Kapelle mit Wegekreuz

Die Kapelle steht in der Straße Ulica Matka Vukovića im Zentrum der Stadt. In ihrer Nähe befinden sich das Gymnasium Svetozar Marković und die Synagoge der Stadt. 

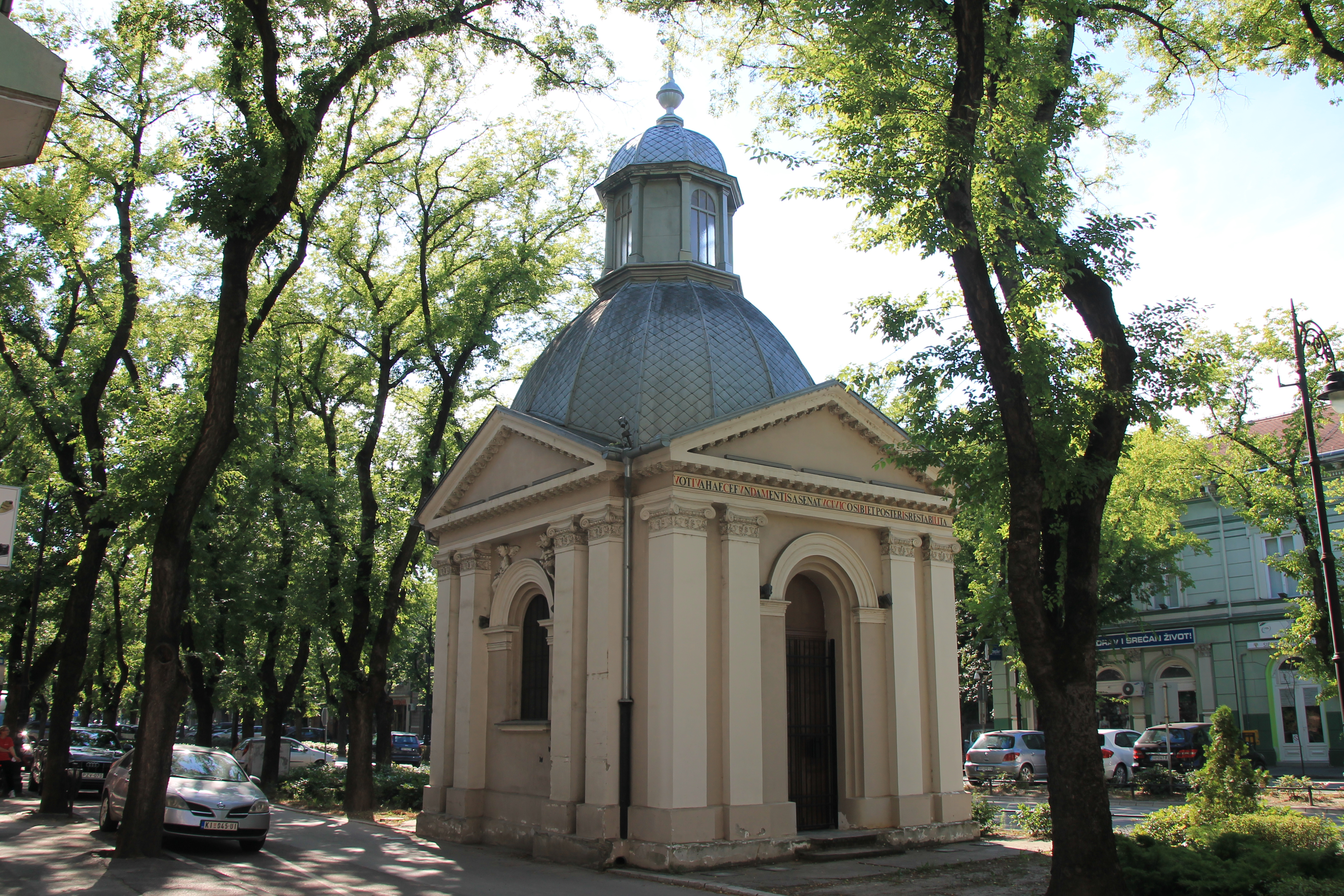
Westfassade und Umgebung der Kapelle St. Rochus

## Geschichte
Die erste Kapelle wurde 1738 aus gestampftem Lehm erbaut, an der Stelle, wo 1695 um die 30 Bürger der Stadt zur Zeit des Großen Türkenkriegs, durch die in die Stadt einfallenden Osmanen getötet wurden. Der Historiker István Iványi vermutet, dass am Standort der heutigen Kapelle, der älteste Friedhof von Subotica sich befand.
1738 fielen zahlreiche Bürger der Stadt einer verheerenden Pestepidemie zum Opfer, die am 16. August, dem Gedenktag des Pestheiligen Hl. Rochus zu Ende ging. Auf Anregung der Franziskaner der Stadt machte man ihn zum Patron der Kapelle und erhob ihn noch im selben Jahr zum Schutzpatron der Stadt.
1753 wurde die Kapelle renoviert und 1773 erweitert. Von 1773 bis 1779 war die Kapelle Pfarreikirche von Subotica, bis 1779 die Römisch-katholische Kathedrale St. Theresia von Avila fertiggestellt wurde.
1874 oder 1884 wurde die heutige Kapelle unter Leitung des aus Subotica stammenden Architekten Titus Mačković erbaut. Die Kapelle ist ein einschiffiger Kirchenbau mit einer halbrunden Apsis im Osten und einer massiven Kuppel über dem Kirchenschiff. Den bogenförmigen Eingang umrahmen Pilaster mit professionell ausgeführten Kapitellenden. Die dekorativen Elemente an der Fassade der Kapelle sind im Stil der Neo-Renaissance ausgeführt, was für die Arbeiten von Titus Mačković kennzeichnend ist. 
Restaurierungen der Kapelle erfolgten 1950, 1981/1982 und 2007/2008. Die Kosten der Renovierungsarbeiten 2007/2008, wo unter anderem die Kapelle eine spezielle Außenbeleuchtung bekam, betrugen 4,2 Millionen serbische Dinare.